# Cyclocotyla
Cyclocotyla é um género botânico pertencente à família Apocynaceae.

## Espécies
1. Cyclocotyla oligosperma Wernham (1914).
2. Alafia vermeulenii De Wild. (1919).

1. ↑  «Cyclocotyla — World Flora Online». www.worldfloraonline.org. Consultado em 19 de agosto de 2020